# Very Necessary
Very Necessary é o quarto álbum do grupo norte-americano de rap e hip-hop Salt-N-Pepa. Lançado em 1993, o álbum veio a se tornar o maior sucesso de um grupo feminino de rap, com mais de 7 milhões cópias vendidas. Foi produzido por Cherry James (Salt), Sandy Denton (Pepa), Dee Dee "Diedra" Roper (Spinderella) e Hurby Azor. Resultou em vários singles de sucessos na Billboard Hot 100, incluindo "Shoop", o primeiro top 5 do trio, chegando a 4ª posição na parada, "Whatta Man" (com a participação de En Vogue), o mais bem sucedido single do trio, que chegou ao 3º lugar, e "None of Your Business", um hit top 40 que lhes rendeu seu primeiro Grammy Award de "Melhor Performance de Rap por uma Dupla ou Grupo".
"Very Necessary" chegou ao 4º lugar na Billboard 200, e foi certificado como disco de platina quíntuplo pela RIAA por vendas superiores a cinco milhões de cópias nos Estados Unidos, tornando-as as primeiras artistas de rap a terem um álbum multi-platina. O álbum vendeu adicionais dois milhões de cópias internacionalmente, com vendas totais superiores a sete milhões de cópias.

## Faixas
1. "Groove Me" (Hurby Azor, Dave Kelly, Anthony Williams) – 4:21
2. "No One Does It Better" (Trevor Guthrie) – 3:53
3. "Somebody's Gettin' on My Nerves" (Hurby Azor, Steve Azor) – 3:57
4. "Whatta Man" (dueto com En Vogue) (Hurby Azor, Dave Crawford, Cheryl James) – 5:07
5. "None of Your Business" (Hurby Azor) – 3:32
6. "Step" (Hurby Azor) – 3:10
7. "Shoop" (Sandra Denton, Cheryl James, Mark Spark, O Roberts, Ike Turner) – 4:07
8. "Heaven or Hell" (Hurby Azor, Mike Oliver) – 4:43
9. "Big Shot" (Hurby Azor, Steve Azor, Dana Mozie, Anthony Williams) – 3:47
10. "Sexy Noises Turn Me On" (Hurby Azor) – 3:54
11. "Somma Time Man" (Cheryl James, David Wynn) – 3:25
12. "Break of Dawn" (Hurby Azor) – 3:45
13. "Psa We Talk" (Hurby Azor) – 3:18
14. "Shoop (Danny D's Radio Mix)

## Prêmios e Indicações
American Music Awards
- 1995: Dupla ou Grupo Favorito de R&B/Soul (Indicado)
- 1995: Single Favorito de Soul/R&B "Whatta Man" (com En Vogue) (Indicado)
- 1995: Artista Favorito de Hip-Hop (Indicado)

Grammy Award
- 1995: Melhor Performance de Rap de um Duo ou Grupo: "None of Your Business" – Venceu
- 1995: Melhor Performance de R&B de um Duo ou Grupo: "Whatta Man" (com En Vogue) (Indicado)

MTV Video Music Awards
- 1994: Melhor Clipe de Dança "Whatta Man" – Venceu
- 1994: Melhor Clipe de R&B "Whatta Man" – Venceu
- 1994: Melhor Coreografia em um Clipe "Whatta Man" – Venceu
- 1995: Melhor Clipe de Dança "None of Your Business" (Indicado)
- 1995: Melhor Coreografia em um Clipe "None of Your Business" (Indicado)